# Sarveswara Sharma Peri
Sarveswara Sharma Peri (* 15. Mai 1926 in Pedanandipalli Agraharam, Andhra Pradesh; † 16. März 2000 in Marburg) war ein indischer Indologe und Schriftgelehrter.
Sharma Peri stammte aus einer Familie von Brahmanen und Sanskrit-Gelehrten. Nach vorbereitenden Studien an der Andhra University studierte er weiter in Benares. Im Jahr 1964 kam er auf Wunsch des Indologen Wilhelm Rau als Lektor für Neuindische Sprachen (Hindi und Telugu) an das Indische Institut (später: Fachbereich Indologie) der Philipps-Universität nach Marburg; dort war er bis zu seiner Pensionierung im Jahr 1991 tätig. 1970 promovierte er mit einer Arbeit über den indischen Sanskrit-Grammatiker Bhartrihari.
In seinen indologischen Werken verband er traditionelle indische Gelehrsamkeit mit modernen philologischen Methoden. Neben der Sanskrit-Grammatik beschäftigte er sich mit indischer Astrologie und Chiromantie (Handlesekunst) und war begeisterter Rezitator klassischer indischer Texte. Auch übersetzte er zum Beispiel die Wenkersätze des Sprachwissenschaftlers Georg Wenker ins Sanskrit.
1999 veröffentlichte er ein autobiographisches Versepos über seine Zeit in Deutschland. Es ist in Sanskrit verfasst und enthält 114 Strophen im klassischen Versmaß Mandakranta.

## Schriften
- The Kālasamuddeśa of Bhartṛhari's Vākyapdīya. (Together with Helārāja's commentary). Transl. from the Sanskrit for the first time. Delhi [u. a.] : Motilal Banarsidass, 1972 (Zugl.: Marburg, Univ. Diss., 1970).
- Anthology of Kumārilabhaṭṭa's works. With pref. and introd. Delhi [u. a.] : Motilal Banarsidass, 1980.
- Wilhelm Rau: Vākyapadīyaprameyasamgraha. Ein anonymes Scholion zum 2. Kānḍạ d. Vākyapadīya. Zusammen mit Peri Sarveswara Sharma nach d. einzigen bekannten Hs. hrsg. von Wilhelm Rau. München : Fink 1981. ISBN 3-7705-1864-0.
- Śataślokena paṇḍitah by learning hundred verses one becomes wise. One hundred subhasitas (epigrams) with english transl. Marburg : Univ., [1982].
- Wilhelm Rau: Die vedischen Zitate in der Kāśikā-vṛtti. Nach Vorarbeiten S. Sharma Peris zsgest. von Wilhelm Rau. Stuttgart : Steiner 1993. ISBN 3-515-06389-7.

Metrische Autobiographie
- Madvṛttāntaḥ. katham atha ca me jarmanīdeśavāsaḥ. kavayitā Peryupanāmā Sarveśvaraśarmā. Marburg, 1999.